# João Reis
João Reis (Lisboa, 8 de Janeiro de 1965) é um actor português.
Iniciou-se no Instituto de Formação, Investigação e Criação Teatral (IFICT) em 1989. Frequentou vários workshops organizados e promovidos pela Fundação Gulbenkian nos anos 90.
Estreou-se como actor na peça D. João e a Máscara de António Patrício, encenada por Mário Feliciano, no Teatro da Politécnica. Foi um dos fundadores do colectivo Ópera Segundo São Mateus, onde foi dirigido por António Pires, em peças de Rainer Werner Fassbinder, Samuel Beckett e R. Ball.

## Biografia
Nascido em Lisboa e com pais naturais do concelho de Guimarães, João Reis após completar o ensino secundário, cumpriu o serviço militar obrigatório, onde passou dois anos na marinha portuguesa.

## Vida pessoal
Tem dois filhos e duas filhas: Maria Cifuentes Reis (1996), Francisco Seixas Reis, nascido a 20 de setembro de 2001 (23 anos), fruto da relação com a atriz Joana Seixas, Maria Beatriz Furtado Reis, nascida em Lisboa a 25 de maio de 2006 (18 anos) e João Maria Furtado Reis, nascido também em Lisboa a 27 de outubro de 2007 (17 anos), estes dois fruto do seu casamento de 2005 a 2023 com Catarina Furtado.
João Reis é assumidamente adepto do Vitória de Guimarães.

## Teatro
Em 1991, no âmbito dos Encontros Acarte da Fundação Gulbenkian participou numa criação de Duarte Barrilaro Ruas com o músico Carlos Zíngaro: "O Povo das Chuvas Ácidas" . No ano seguinte, numa encenação de Carlos Pimenta, participa no espectáculo "O Regresso de Ifigénia" de Yannis Ritsos no Estabelecimento Prisional das Mónicas. Em 1993, no Teatro Circo em Braga é actor em "Dámabrigo" de Barrie Keefe, espectáculo com encenação de José Wallenstein que integrou posteriormente o FIT, Festival Internacional de Teatro de Lisboa. Ainda em 93, participa em "Desastres" no Teatro da Cornucópia numa encenação de Miguel Guilherme a partir de textos de Ionesco, S. Beckett e Philip K. Dick.
Em 1994 é actor em mais dois espectáculos: no Teatro da Cornucópia com "Minimal Show" de Sérgie Belbel e Miguel Górriz com encenação de José Wallenstein. E no Teatro Nacional D. Maria II, no âmbito de Lisboa 94, Capital Europeia da Cultura, com "Os Jornalistas" de Arthur Schnitzler com encenação de Jorge Lavelli. No ano de 1995, e ainda no Teatro Nacional,  faz a voz-off de "Moderato Cantabile" de Marguerite Duras encenado por Carlos Pimenta, "Ricardo II" de W. Shakespeare com encenação de Carlos Avilez e "A Louca de Chaillot" de Jean Giradoux numa encenação de Rui Mendes.
No ano de 1996, trabalha pela primeira vez com Ricardo Pais no Teatro Nacional S. João no Porto na peça "D. Duardos" de Gil Vicente,  depois de mais uma passagem pelo Teatro da Cornucópia, desta vez com encenação de Luís Miguel Cintra no espectáculo "Splendids" de Jean Genet. Ainda no Teatro Nacional S. João (TNSJ) participa em "O Grande Teatro do Mundo" de Calderón de La Barca com encenação de Nuno Carinhas e "A Salvação de Veneza" de Thomas Otway encenada por Ricardo Pais.
Em 1998, no TNSJ com encenações de Ricardo Pais, faz "As Lições" de Ionesco e Ernesto Sampaio (este espectáculo viria posteriormente ao Centro Cultural de Belém no âmbito da Lisboa/Expo 98) e "Noite de Reis" de W. Shakespeare.
Em 1999, sempre no TNSJ, participa em "Linha Curva, Linha Turva" - os actores cantam - espectáculo com direcção musical de Jeff Cohen e "Arranha-Céus" de Jacinto Lucas Pires, ambos encenados por Ricardo Pais e ainda "A Ilusão Cómica" de Pierre Corneille encenada por Nuno Carinhas. Faz ainda a direcção cénica e leitura das "Três Cartas da Memória das Índias" do poeta AlBerto num espectáculo designado "Buenas Noches Mi Amor". No ano 2000, numa encenação de Giorgio B. Corsetti participa em "As Barcas" de Gil Vicente também no TNSJ. Nesse mesmo ano regressa a Lisboa para um espectáculo encenado por João Lourenço no Teatro Aberto: "Até Mais Ver" de Oliver Bukowski. Em 2001, também com João Lourenço faz "A Visita" de Eric E. Schmitt.
No ano de 2002 volta a trabalhar com Ricardo Pais no "Hamlet" de W. Shakespeare com estreia no Teatro Viriato em Viseu e com idas ao TNSJ no Porto e TNDMII em Lisboa. Mais tarde, numa nova  versão designada "Um Hamlet a Mais",  volta ao texto de W. Shakespeare com estreia no Teatro Rivoli do Porto. No ano seguinte volta a colaborar com João Lourenço em "O bobo e a sua mulher esta noite na pancomédia" de Botho Strauss, primeiro no TNSJ e depois no Teatro Aberto.
Em 2005, com texto de Jacinto Lucas Pires, estreia "Os Figurantes" no TNSJ e os "UBUS" de Alfred Jarry, este último com estreia no Teatro Carlos Alberto (TECA) no Porto, e depois no âmbito do XIV Festival da União dos Teatros da Europa, também em cena no Teatro Argentina em Roma e no Teatro de La Comédie de Reims. Participa na edição de "Os Clássicos na Gulbenkian", com leitura e interpretação de textos de W. Shakespeare dirigidos por Carlos Pimenta e Alvaro Zúniga, com William Nadylam e Beatriz Batarda. No ano de 2006, no Teatro S. Luiz em Lisboa, com música de Luís Tinoco e o texto de Terry Jones interpreta "Os Contos Fantásticos" com a Orquestra Metropolitana de Lisboa dirigida pelo maestro Cesário Costa. Ainda com a Orquestra Metropolitana, dirigida por Michael Zilm no Mosteiro dos Jerónimos faz o "Sonho de Uma Noite de Verão" de Mendelssohn. Regressa depois ao Teatro S. Luiz para um musical encenado por Adriano Luz designado "O Assobio da Cobra" de Nuno Costa Santos e com canções de João Monge e Manuel Paulo.
Em 2007, na sala estúdio do Teatro Nacional, faz o espectáculo "Bestas Bestiais", escrito por Virgilio de Almeida com encenação de José Neves. Ainda nesse ano, regressa uma vez mais ao Porto para um espectáculo criado a partir de Fernando Pessoa e seus heterónimos encenado por Ricardo Pais: "Turismo Infinito". Em 2008, repete a sua colaboração com Nuno Carinhas participando em "Omnisciência" de Tim Carlson no Teatro Aberto. Dá voz às palavras de Camilo Pessanha e Mário de Sá Carneiro numa exposição sobre literatura designada "Weltliteratur" comissariada por António Feijó na Fundação Gulbenkian. Seguem-se no ano seguinte, a digressão de "Turismo Infinito" por São Paulo no Brasil e Santiago de Compostela em Espanha. Ainda em 2009, encena o espectáculo "Transacções" de David Williamson no Teatro Maria Matos e estreia no Centro Cultural Vila Flôr em Guimarães, com encenação de Marcos Barbosa, o monólogo "A Febre" de Wallace Shawn, com posterior digressão nacional no Teatro Aberto, Teatro Viriato, Teatro Aveirense, TECA, Teatro Virgínia e Teatro S.Luiz.
Em 2010, volta ao "Turismo Infinito" com apresentações em Madrid no "El Matadero". No Teatro Aberto, numa encenação de Pedro Mexia participa em "Agora a Sério" de Tom Stoppard. Regressa ao Porto, à Casa da Música, para juntamente com a Remix Ensemble, com encenação e composição de Michel Van der Aa, participar em "The Book of Disquiet" espectáculo criado a partir do Livro do Desassossego de Bernardo Soares, cuja versão alemã e inglesa era interpretada pelo actor Klaus Maria Brandauer. Participa no vídeo do espectáculo "Sombras" de Ricardo Pais. No âmbito do Dia Mundial do Teatro, regressa à Casa da Música em 2011 para apresentar o seu monólogo "A Febre" de Wallacce Shawn. Em 2012, participa na leitura encenada de "A Cidade" na Fundação Gulbenkian, dirigida por Carlos Pimenta e no âmbito de uma exposição sobre Fernando Pessoa. Mais tarde, e com a encenação de Rui Mendes no Casino Estoril, integra o elenco de "Closer" de Patrick Marber. No Festival de Teatro de Almada, volta à sua colaboração com Ricardo Pais, em "O Mercador de Veneza" de W. Shakespeare.
Em 2013 mais uma passagem pela Casa da Música para "Os Contos Fantásticos" de Terry Jones, com música de Luís Tinoco e a Orquestra Sinfónica do Porto dirigida pelo maestro Pedro Neves. Em Coimbra, no âmbito do Festival das Artes na Quinta das Lágrimas, apresenta a sua versão encenada da leitura do Sermão de Santo António aos Peixes do Padre António Vieira, com colaboração no suporte vídeo de Marcelo Felix e o clarinetista Carlos Alves na banda sonora.
Em 2015, encena e interpreta, numa parceria com Ana Nave, o espectáculo "Portugal, Meu Remorso" a partir da obra de Alexandre O´Neill com estreia no Teatro São Luiz em Lisboa, iniciando depois uma digressão por várias cidades do país. Na Fundação Calouste Gulbenkian e mais tarde na Casa da Música, é actor e narrador nas "Sete Últimas Palavras de Cristo" de Haydn, encenada pela dupla francesa Jean Philippe Clarac e Olivier Deloeuil.
Ainda em 2015, regressa à encenação com "Neva" texto de Guillermo Calderon, uma co-produção do Teatro Nacional São João e o Teatro São Luiz.

## Cinema
No cinema, destacam-se as suas participações em filmes de João Canijo: "Sapatos Pretos" (1998) e "Noite Escura" (2004). Com Fernando Lopes: "Em Camera Lenta" (2012). Com Vicente Alves do Ó: "Quinze Pontos Na Alma" (2009). Com Rita Azevedo Gomes: "A Conquista de Faro" (2005) e "A Vingança de Uma Mulher" (2010), Com Manoel de Oliveira: "O Quinto Império" (2005). Com Michel Van der Aa: "The Book of Disquiet", filme integrado no espectáculo com o mesmo nome, com Klaus Maria Brandauer e Ana Moura (2008). Com Ruy Guerra: "Portugal SA" (2004). Com Luis Filipe Rocha: "Camarate" (2001). Com Edgar Pêra: "Manual de Evasão LX 94" (1994). Participa também em curtas metragens de Pedro Sena Nunes, Sandro Aguilar, Pedro Salgueiro, Pedro Farate, André Miranda e Diogo Leitão. Deu voz a documentários sobre a vida e obra de Fernando Lopes Graça com realização de Graça Castanheira e de José Saramago do jornalista Alberto Serra, ambos para a RTP.

## Televisão
| Ano         | Projeto                   | Papel                        | Notas                   | Canal |
| ----------- | ------------------------- | ---------------------------- | ----------------------- | ----- |
| 1991        | Terra Instável            | Nobre do Rei                 | Pequena Participação    | RTP1  |
| 1991        | A Grande Mentira          | Juba                         | Pequena Participação    | RTP1  |
| 1992        | O Altar dos Holocaustos   | Miguel                       | Pequena Participação    | RTP1  |
| 1993        | Sozinhos em Casa          | Mendigo                      | Elenco Adicional        | RTP1  |
| 1996        | Camilo & Filho Lda.       | Patrick Meireles             | Elenco Adicional        | SIC   |
| 1997        | Senhores Doutores         | Dr. Eduardo Boavida          | Elenco Principal        | SIC   |
| 1999        | Jornalistas               | Gonçalo                      | Elenco Adicional        | SIC   |
| 1999        | Diário de Maria           | Francisco                    | Elenco Adicional        | SIC   |
| 2000        | Crianças SOS              | Dr. Alexandre                | Elenco Principal        | TVI   |
| 2001        | Elsa, Uma Mulher Assim    | Vasco                        | Elenco Principal        | RTP1  |
| 2001        | A Senhora das Águas       | Tiago Santana Salgueiro      | Co-adjuvante            | RTP1  |
| 2002        | Repórter X Reaparece      | Reinaldo Ferreira            | Protagonista            | RTP1  |
| 2002        | O Último Beijo            | Dr. Dimas                    | Elenco Adicional        | TVI   |
| 2002 - 2003 | Amanhecer                 | Luís Carlos Semedo           | Protagonista            | TVI   |
| 2003        | O Meu Sósia e Eu          | Oficial Violante             | Participação            | RTP1  |
| 2003        | A Minha Sogra É uma Bruxa | Javier Jamón                 | Elenco Recorrente       | RTP1  |
| 2004        | A Ferreirinha             | Camilo Castelo Branco        | Elenco Principal        | RTP1  |
| 2004        | Queridas Feras            | Juiz                         | Elenco Adicional        | TVI   |
| 2004        | Inspetor Max              | Francisco                    | Ator Convidado          | TVI   |
| 2005 - 2006 | Dei-te Quase Tudo         | Pedro Teixeira               | Co-protagonista         | TVI   |
| 2006        | Tu e Eu                   | Carlos Silva da Maia         | Co-protagonista         | TVI   |
| 2008        | Casos da Vida             | Dr. Rui Lisboa               | Elenco Principal        | TVI   |
| 2008 - 2009 | Podia Acabar o Mundo      | Emídio Amorim                | Elenco Secundário       | SIC   |
| 2009        | Meu Amor                  | Rafael de Aguiar Vargas Mota | Elenco Adicional        | TVI   |
| 2010        | 37                        | Raul                         | Elenco Principal        | TVI   |
| 2011 - 2012 | Anjo Meu                  | Geraldo Rebelo da Cunha      | Protagonista            | TVI   |
| 2012        | Dancin' Days              | Bernardo Teles               | Elenco Adicional        | SIC   |
| 2012 - 2013 | Maternidade               | Rodrigo Faria                | Elenco Principal        | RTP1  |
| 2013        | Depois do Adeus           | Daniel Moreira               | Elenco Principal        | RTP1  |
| 2013 - 2014 | Sol de Inverno            | Álvaro Bívar                 | Participação Especial   | SIC   |
| 2014 - 2015 | Mulheres                  | Vicente Cardoso              | Antagonista             | TVI   |
| 2015 - 2016 | Coração d'Ouro            | Henrique Castro de Aguiar    | Antagonista             | SIC   |
| 2016 - 2017 | Mulheres Assim            | Tomás                        | Elenco Principal        | RTP1  |
| 2017        | Amor Maior                | Gonçalo Nascimento (Curador) | Antagonista             | SIC   |
| 2017 - 2018 | Paixão                    | Duarte Marreiros             | Elenco Principal        | SIC   |
| 2019 - 2020 | Conta-me como Foi         | Inácio                       | Elenco Principal        | RTP1  |
| 2019 - 2021 | Terra Brava               | Henrique Costa               | Elenco Principal        | SIC   |
| 2020 - 2021 | A Serra                   | Rémi Criquet                 | Participação Especial   | SIC   |
| 2022 - 2023 | Por Ti                    | Paulo Amado                  | Protagonista            | SIC   |
| 2023        | Marco Paulo               | Brigadeiro Guiné             | Participação Especial   | SIC   |
| 2024 - 2025 | Senhora do Mar            | Artur Bettencourt            | Antagonista             | SIC   |
| 2025        | O Clube (6.ª temporada)   | Salvador                     | Elenco Principal (OPTO) | SIC   |
| 2025        | O Clube (7.ª temporada)   | Salvador                     | Elenco Principal (OPTO) | SIC   |

### Telefilmes
Participou em telefilmes de Edgar Pêra, "8.8" (2002), O Meu Sósia e Eu de Tiago Guedes (2003), "Reporter X Reaparece" documentário dramático sobre a vida do repórter Reinaldo Ferreira, realizado por Alexandre Reina e Nuno Vaz (2003), "Amigos Como Dantes" de Mário Barroso e "Noite de Paz" de Jorge Cardoso, todos para a RTP.

### Séries e Sitcoms
Integrou o elenco de várias séries de ficção: "Os Senhores Doutores" realizada por Jorge Queiroga (SIC/1997),  "Crianças SOS" realização de Lourenço Mello (TVI/2000), "Elsa, Uma Mulher Assim"  (RTP/2001), "A Ferreirinha" realizada por Jorge Paixão da Costa onde interpretou a personagem de Camilo Castelo Branco (RTP/2004), "37" minissérie policial realizada por Jorge Cardoso (TVI/2009), "Maternidade" II" temporada realizada por Sérgio Graciano (RTP/2011), e "Depois do Adeus" realizada por Patrícia Sequeira e Sérgio Graciano (RTP/2013). Teve dezenas de outras colaborações pontuais em séries, sobretudo para a RTP e SIC.

## Rádio
Foi co-responsável pelo projecto "Os Sons, Menina!... - teatros radiofónicos", como realizador e autor no âmbito de uma iniciativa conjunta da Rádio Nova e do Teatro Nacional São João.
Em 1992, com o jornalista Henrique Garcia, à data director de programas da RádioGeste, torna-se colaborador regular da estação onde apresenta e realiza os programas "O Operador de Sonhos" e "Terra de Ninguém" numa série de encenações sonoras alusivas à música divulgada. Mais tarde, no regresso do Rádio Clube Português, inicialmente cordenado por Jorge Gil, apresenta o programa "Encruzilhadas" dedicado aos blues e suas ramificações e realiza "A Noite do Camaleão", música para andar de carro.